# Wetzlarer Kreuz
Wetzlarer Kreuz is een knooppunt in de Duitse deelstaat Hessen.
Op dit knooppunt kruist de A45 Dortmund-Seligenstädter Dreieck de A480 Wetzlar-Gießen (Gießener Ring).

## Geografie
Het knooppunt ligt in de stad Wetzlar in het Lahn-Dill-Kreis, op de gemeentegrens met de stad Aßlar.
Nabijgelegen stadsdelen zijn Blasbach, Hermannstein en Naunheim van Wetzlar evenals de stad Aßlar ten noordwesten van het knooppunt.
Het knooppunt ligt ongeveer 5 km ten noorden van het centrum van Wetzlar, ongeveer 13 km ten westen van Gießen en ongeveer 45 km ten zuidoosten van Siegen.

## Configuratie
Knooppunt
Het is het enige sterknooppunt van Duitsland.
Rijstrook
Nabij het knooppunt heeft de A45 het noorden 2 rijstroken richting het knooppunt en 3 richting Dortmund en de A480 heeft 2x2 rijstroken.
Alle verbindingswegen hebben één rijstrook.

## Verkeersintensiteiten
Dagelijks passeren ongeveer 61.000 voertuigen het knooppunt.
| Van                    | Naar                 | Gemiddeld aantal voertuigen per dag | Percentage vrachtverkeer Schwerlastverkehr |
| ---------------------- | -------------------- | ----------------------------------- | ------------------------------------------ |
| AS Ehringshausen (A45) | Wetzlarer Kreuz      | 58.200                              | 21,7 %                                     |
| Wetzlarer Kreuz        | AS Wetzlar-Ost (A45) | 51.900                              | 21,1 %                                     |
| AS Aßlar (A480)        | Wetzlarer Kreuz      | 08.700                              | 12,8 %                                     |
| Wetzlarer Kreuz        | Autobahnende (A480)  | 03.200                              | 12,6 %                                     |

## Richtingen knooppunt
| Aansluitende wegen                                        | Aansluitende wegen                               | Aansluitende wegen                               | Aansluitende wegen | Aansluitende wegen |
| --------------------------------------------------------- | ------------------------------------------------ | ------------------------------------------------ | ------------------ | ------------------ |
|                                                           |                                                  | richting Hohenahr / Bischoffen                   |                    |                    |
|                                                           |                                                  |                                                  |                    |                    |
| richting Ehringshausen / Siegen Hagen / Dortmund / Keulen | richting Wetzlar-Ost / Gießen Kassel / Frankfurt |                                                  |                    |                    |
|                                                           |                                                  |                                                  |                    |                    |
|                                                           |                                                  | richting Aßlar / Wetzlar-Nord Weilburg / Limburg |                    |                    |